# Gare de Saint-Pierre-de-Chignac
Pour les articles homonymes, voir Gare de Saint-Pierre.
La gare de Saint-Pierre-de-Chignac est une gare ferroviaire française de la ligne de Coutras à Tulle, située sur le territoire de la commune de Saint-Pierre-de-Chignac, à proximité du centre bourg, dans le département de la Dordogne en région Nouvelle-Aquitaine.
Elle est mise en service en 1860 par la Compagnie du chemin de fer de Paris à Orléans (PO). C'est une halte ferroviaire de la Société nationale des chemins de fer français (SNCF), desservie par des trains TER Nouvelle-Aquitaine.

## Situation ferroviaire
Établie à 132 m d'altitude, la gare de Saint-Pierre-de-Chignac est située au point kilométrique (PK) 90,662 de la ligne de Coutras à Tulle, entre les gares de Niversac et de Milhac-d'Auberoche.

## Histoire
La station de Saint-Pierre-de-Chignac est mise en service le 17 septembre 1860 par la Compagnie du chemin de fer de Paris à Orléans (PO), lorsqu'elle ouvre la section de Périgueux à Brive.
La recette annuelle de la gare est de 13 668 francs en 1881 et de 15 791 francs en 1882.

## Fréquentation
La fréquentation de la gare est détaillée dans le tableau ci-dessous :
|           | 2015 | 2016 | 2017 | 2018 | 2019 | 2020 | 2021  | 2022  | 2023  |
| --------- | ---- | ---- | ---- | ---- | ---- | ---- | ----- | ----- | ----- |
| Voyageurs | 28   | 42   | 393  | 588  | 68   | 117  | 1 656 | 3 035 | 5 204 |

## Service des voyageurs

### Accueil
Halte SNCF, c'est un point d'arrêt non géré (PANG), à entrée libre.

### Desserte
Saint-Pierre-de-Chignac est desservie par des trains TER Nouvelle-Aquitaine qui effectuent des missions entre les gares de Périgueux et de Brive-la-Gaillarde.

### Intermodalité
Le stationnement des véhicules est possible à proximité.

## Galerie

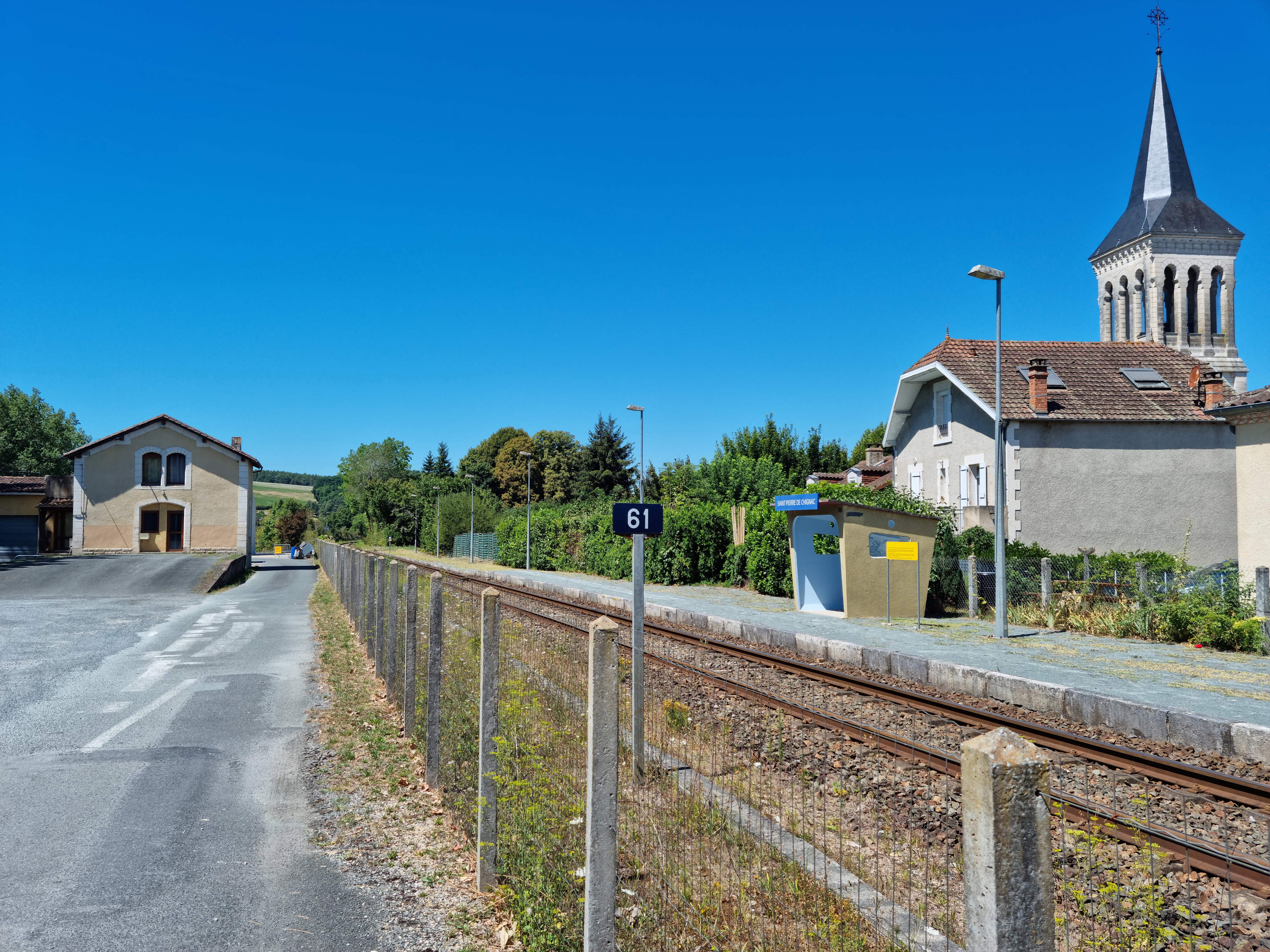
Voie et quai en direction de Périgueux.
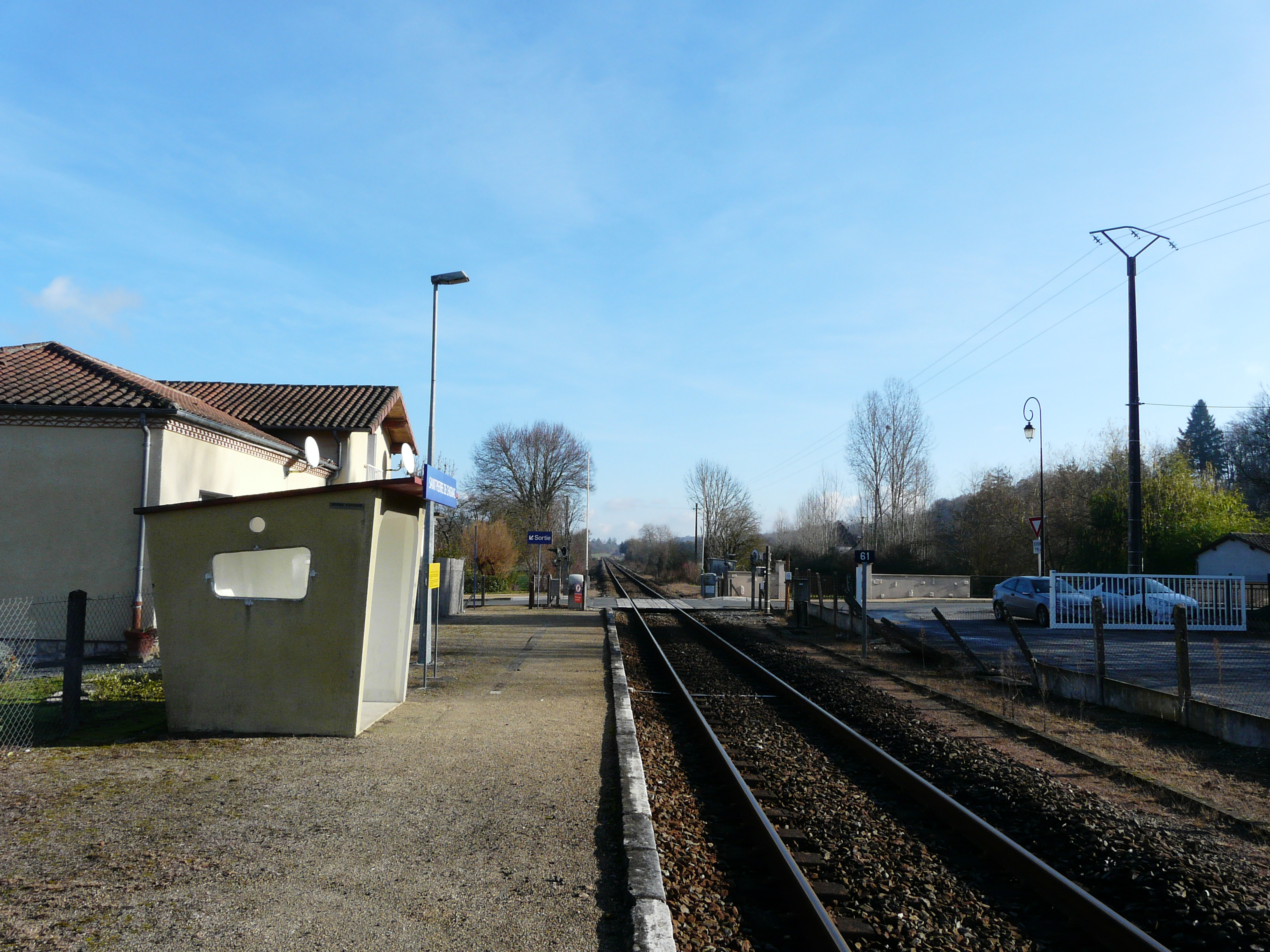
Voie et quai en direction de Brive.
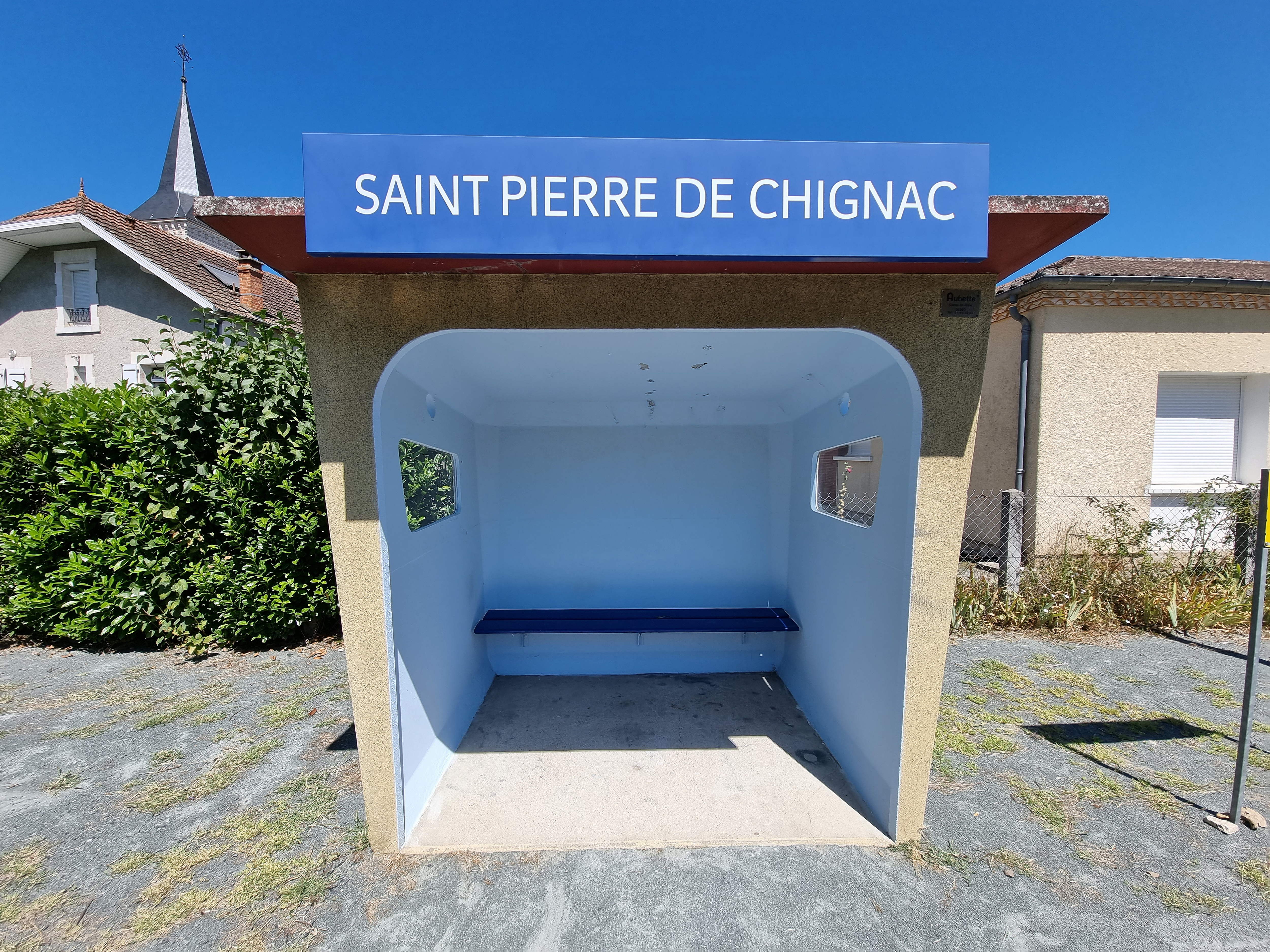
Abri voyageurs.